# Сельское поселение Нудольское
Сельское поселение Нудольское — упразднённое муниципальное образование со статусом сельского поселения в Клинском районе Московской области.

## Общие сведения
Образовано в ходе муниципальной реформы, в соответствии с Законом Московской области от 28.02.2005 года № 80/2005-ОЗ «О статусе и границах Клинского муниципального района и вновь образованных в его составе муниципальных образований».
Административный центр — посёлок Нудоль.
Глава сельского поселения — Антонов Николай Васильевич. Адрес администрации: 141623, Московская область, Клинский район, посёлок Нудоль, ул. Советская, д. 8.
Строительство в 1911 году Спас-Нудольской мануфактуры (ныне Нудольская плетельно-басонная фабрика) промышленником В. М. Щербаковым дало толчок развитию посёлка.

## Население
| 2006  | 2007  | 2008  | 2009  | 2010  | 2011  |
| ----- | ----- | ----- | ----- | ----- | ----- |
| 6396  | ↗6497 | ↗6518 | ↗6536 | ↘6509 | ↘6461 |
| 2012  | 2013  | 2014  | 2015  | 2016  | 2017  |
| →6461 | ↘6369 | ↘6298 | ↘6237 | ↘6146 | ↘6122 |
| 2018  |       |       |       |       |       |
| ↘6109 |       |       |       |       |       |

## География
Расположено в южной части Клинского района. Граничит с сельским поселением Петровским и городским поселением Клин, сельским поселением Кривцовским Солнечногорского района, сельскими поселениями Бужаровским, Ядроминским и Новопетровским Истринского района, сельским поселением Теряевским Волоколамского района. Площадь территории сельского поселения — 30 734 га.

## Состав сельского поселения
В состав сельского поселения входят 53 населённых пункта четырёх упразднённых административно-территориальных единиц — Малеевского, Нарынковского, Нудольского и Щекинского сельских округов:
| Статус  | Наименование           | Население, 2005 чел. | ОКАТО          | Бывшая административная единица |
| ------- | ---------------------- | -------------------- | -------------- | ------------------------------- |
| деревня | Акатово                | 37                   | 46 221 834 015 | Нудольский сельский округ       |
| деревня | Алексейково            | 18                   | 46 221 834 011 | Нудольский сельский округ       |
| деревня | Афанасово              | 18                   | 46 221 834 003 | Нудольский сельский округ       |
| деревня | Бакланово              | 9                    | 46 221 819 003 | Малеевский сельский округ       |
| деревня | Васильевское-Соймоново | 0                    | 46 221 834 019 | Нудольский сельский округ       |
| деревня | Вертково               | 90                   | 46 221 834 017 | Нудольский сельский округ       |
| деревня | Грешнево               | 12                   | 46 221 870 008 | Щекинский сельский округ        |
| деревня | Денисово               | 1                    | 46 221 829 003 | Нарынковский сельский округ     |
| посёлок | Дома отдыха «Высокое»  | 126                  | 46 221 829 002 | Нарынковский сельский округ     |
| деревня | Егорьевское            | 10                   | 46 221 834 012 | Нудольский сельский округ       |
| деревня | Екатериновка           | 5                    | 46 221 870 011 | Щекинский сельский округ        |
| село    | Ивановское             | 0                    | 46 221 834 014 | Нудольский сельский округ       |
| деревня | Иевлево                | 12                   | 46 221 819 012 | Малеевский сельский округ       |
| деревня | Кадниково              | 0                    | 46 221 834 022 | Нудольский сельский округ       |
| деревня | Караваево              | 10                   | 46 221 819 016 | Малеевский сельский округ       |
| деревня | Климовка               | 2                    | 46 221 834 004 | Нудольский сельский округ       |
| деревня | Кононово               | 26                   | 46 221 819 011 | Малеевский сельский округ       |
| деревня | Кореньки               | 6                    | 46 221 870 005 | Щекинский сельский округ        |
| деревня | Коськово               | 0                    | 46 221 870 006 | Щекинский сельский округ        |
| деревня | Красный Холм           | 0                    | 46 221 819 010 | Малеевский сельский округ       |
| деревня | Кузнецово              | 502                  | 46 221 870 001 | Щекинский сельский округ        |
| деревня | Кузнечково             | 9                    | 46 221 819 015 | Малеевский сельский округ       |
| деревня | Лазарево               | 0                    | 46 221 819 009 | Малеевский сельский округ       |
| посёлок | Лесной                 | 34                   | 46 221 870 013 | Щекинский сельский округ        |
| деревня | Малеевка               | 1253                 | 46 221 819 001 | Малеевский сельский округ       |
| деревня | Марино                 | 3                    | 46 221 819 005 | Малеевский сельский округ       |
| деревня | Марфино                | 8                    | 46 221 819 017 | Малеевский сельский округ       |
| деревня | Михайловское           | 66                   | 46 221 819 002 | Малеевский сельский округ       |
| деревня | Надеждино              | 3                    | 46 221 819 006 | Малеевский сельский округ       |
| посёлок | Нарынка                | 1880                 | 46 221 829 001 | Нарынковский сельский округ     |
| деревня | Николаевка             | 9                    | 46 221 870 012 | Щекинский сельский округ        |
| деревня | Никольское             | 13                   | 46 221 870 009 | Щекинский сельский округ        |
| деревня | Новинки                | 30                   | 46 221 834 005 | Нудольский сельский округ       |
| посёлок | Нудоль                 | 1228                 | 46 221 834 001 | Нудольский сельский округ       |
| деревня | Отрада                 | 36                   | 46 221 819 013 | Малеевский сельский округ       |
| деревня | Поджигородово          | 3                    | 46 221 870 007 | Щекинский сельский округ        |
| деревня | Подоистрово            | 3                    | 46 221 819 018 | Малеевский сельский округ       |
| деревня | Покровское-Жуково      | 13                   | 46 221 834 016 | Нудольский сельский округ       |
| деревня | Поповка                | 46                   | 46 221 834 006 | Нудольский сельский округ       |
| деревня | Радованье              | 0                    | 46 221 819 008 | Малеевский сельский округ       |
| деревня | Савино                 | 0                    | 46 221 834 023 | Нудольский сельский округ       |
| деревня | Семенково              | 19                   | 46 221 834 010 | Нудольский сельский округ       |
| деревня | Сергеевка              | 10                   | 46 221 870 010 | Щекинский сельский округ        |
| деревня | Ситники                | 14                   | 46 221 819 014 | Малеевский сельский округ       |
| деревня | Скрепящево             | 20                   | 46 221 870 004 | Щекинский сельский округ        |
| деревня | Степаньково            | 38                   | 46 221 834 002 | Нудольский сельский округ       |
| деревня | Стрелково              | 6                    | 46 221 819 007 | Малеевский сельский округ       |
| деревня | Тиликтино              | 394                  | 46 221 834 013 | Нарынковский сельский округ     |
| деревня | Троицкое               | 19                   | 46 221 819 004 | Малеевский сельский округ       |
| деревня | Украинка               | 27                   | 46 221 834 007 | Нудольский сельский округ       |
| деревня | Хохлово                | 12                   | 46 221 870 003 | Щекинский сельский округ        |
| деревня | Шарино                 | 64                   | 46 221 834 009 | Нудольский сельский округ       |
| деревня | Щекино                 | 252                  | 46 221 870 014 | Щекинский сельский округ        |